# Hospital General (métro de Mexico)
Hospital General (en français : Hôpital général) est une station de la Ligne 3 du métro de Mexico, située au sud de Mexico, dans la délégation Cuauhtémoc.

## La station
La station est ouverte en 1970.
Elle tient son nom de sa proximité avec l'Hôpital général du Mexique, le plus ancien hôpital public à Mexico et l'une des principales écoles de médecine du pays. Son emblème est formé par le symbole de la Croix-Rouge.
Cette station a servi de terminus sud de la ligne depuis l'ouverture en novembre 1970 de la première section allant de Tlatelolco à Hospital General, jusqu'en juin 1980 où elle fut étendue à Centro Médico.